# Beth Chapman

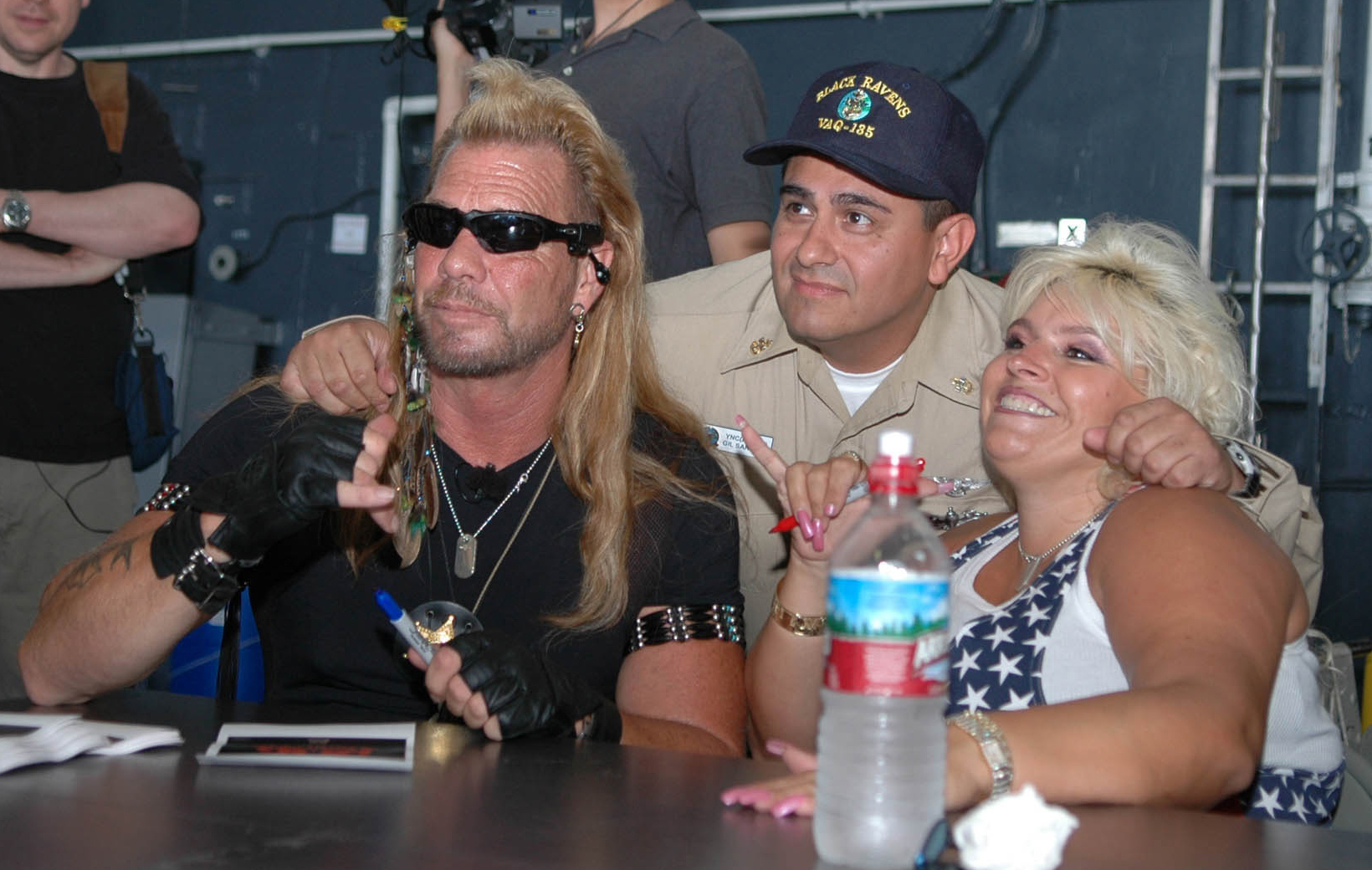
Beth mit ihrem späteren Ehemann Duane Chapman (mit Sonnenbrille) im Mai 2005 auf der Nimitz

Beth Chapman (* 29. Oktober 1967 in Denver, Colorado als Alice Elizabeth Smith; † 26. Juni 2019 in Honolulu, Hawaii) war eine US-amerikanische Kopfgeldjägerin und Reality-TV-Darstellerin.
Beth Chapman war die Tochter des Süßwarenhändlers und früheren Baseballprofis Gary Smith (1937–2006), der für die Kansas City Athletics aktiv war. Sie trainierte in ihrer Jugend sowohl als Turnerin als auch als Eisläuferin. Einige Zeit war sie Nachtclub-Stripperin, Kellnerin und Angestellte. Chapman verbrachte den größten Teil ihres frühen Lebens in Colorado, bevor sie nach Honolulu zog.
Gemeinsam mit ihrem Mann Duane Chapman war sie zwischen 2004 und 2012 in der Reality-TV-Serie Dog – Der Kopfgeldjäger zu sehen. Chapman erkrankte im September 2017 an Kehlkopfkrebs. An den Folgen der Erkrankung starb sie im Juni 2019 im Alter von 51 Jahren.
Sie war von 1991 bis 1993 mit Keith Alan Barmore verheiratet. Aus der Ehe ging eine Tochter hervor. Sie lernte 1988 Duane Chapman kennen, als dieser noch mit seiner dritten Frau verheiratet war. 1995 begann die Beziehung mit Duane. Seit 2006 war sie mit Duane verheiratet. Aus der Ehe mit Chapman hatte sie eine weitere Tochter und zwei Söhne. Duane Chapman hatte zudem acht Kinder aus drei Ehen und einer Beziehung.